# Niño de Elche
Niño de Elche (* 21. Januar 1985 in Elche) ist ein spanischer, v. a. mit dem Flamenco befasster Sänger, Gitarrist, Filmkomponist und multidisziplinärer Künstler.

## Leben und Werk
Niño de Elche kombiniert unter anderem Flamenco-Gesang mit Performances, Poesie, Improvisation, Rock oder Elektronik. Er arbeitet allein, aber auch mit Künstlern verschiedenster Disziplinen, wie zum Beispiel 'Pedro G. Romero, Antonio Orihuela, Juan Carlos Lérida, Israel Galván, Stéphanie Fuster, Pony Bravo, Kiko Veneno, Los Voluble, Rocío Márquez und Raül Fernández Refree.

„Das größte Missverständnis ist, wenn Leute denken, dass ich mit dem Flamenco brechen will. Dabei will ich mich nur von der Mehrheitsmeinung über das, was das ist, entfernen. Ich bin ein Ex-Flamenco: Ich habe den Flamenco durchschritten, er hat seine Spuren in mir hinterlassen und manchmal kehre ich zu ihm zurück.“

## Diskografie
Alben
- 2007: Mis primeros llantos
- 2013: Sí, a Miguel Hernández
- 2015: Voces del extremo
- 2015: Calle de Arriba
- 2018: Antología del cante flamenco heterodoxo
- 2019: Colombiana
- 2020: La distancia entre el barro y la electrónica. Siete diferencias valdelomarianas
- 2021: Memorial de cante en mis bodas de plata con el flamenco
- 2021: La Exclusión
- 2022: Flamenco. Mausoleo de celebración, amor y muerte
- 2024: Cante a lo gitano

Weitere Werke
- 2016: Para quienes aún viven mit Toundra unter Exquirla

Lieder
- 2020: Tú me dejaste de querer (ES: ×10Zehnfachplatin ; US: Platin (Latin))